# 쇼트키 효과

전자가 금속(왼쪽)을 떠나 진공(오른쪽)으로 이동할 때, 그 잠재 에너지는 붉은 정적 전위가 아니라 자신의 영상 전하로 인한 파란색 곡선 전위이다.

쇼트키 효과(Schottky effect) 또는 전계 강화 열전자 방출은 발터 H. 쇼트키의 이름을 따서 명명된 응집물질물리학 현상이다. 전자 방출 장치, 특히 전자총에서 열전자 방출기는 주변 환경에 비해 음의 바이어스를 갖게 된다. 이로 인해 방출기 표면에 크기 F의 전기장이 생성된다. 전기장이 없을 때, 탈출하는 페르미 준위 전자가 보는 표면 장벽은 국부 일함수와 같은 높이 W를 갖는다. 전기장은 표면 장벽을 ΔW만큼 낮추고 방출 전류를 증가시킨다. 이는 W를 (W − ΔW)로 대체하여 리처드슨 방정식을 간단히 수정함으로써 모델링할 수 있다. 이는 다음 방정식을 제공한다.
{\displaystyle J(F,T,W)=A_{\mathrm {G} }T^{2}e^{-(W-\Delta W) \over kT}}
{\displaystyle \Delta W={\sqrt {q_{e}^{3}F \over 4\pi \epsilon _{0}}},}
여기서 J는 방출 전류 밀도, T는 금속의 온도, W는 금속의 일함수, k는 볼츠만 상수, qe는 기본 전하, ε0는 진공 유전율, 그리고 AG는 범용 상수 A0와 일반적으로 0.5 정도인 재료별 보정 계수 λR의 곱이다. 이 표현은 때때로 {\displaystyle [q_{e}F/(4\pi \epsilon _{0})]^{1/2}}로 쓰여지며, 이 경우 {\displaystyle \Delta W}는 전압으로 표현된다.

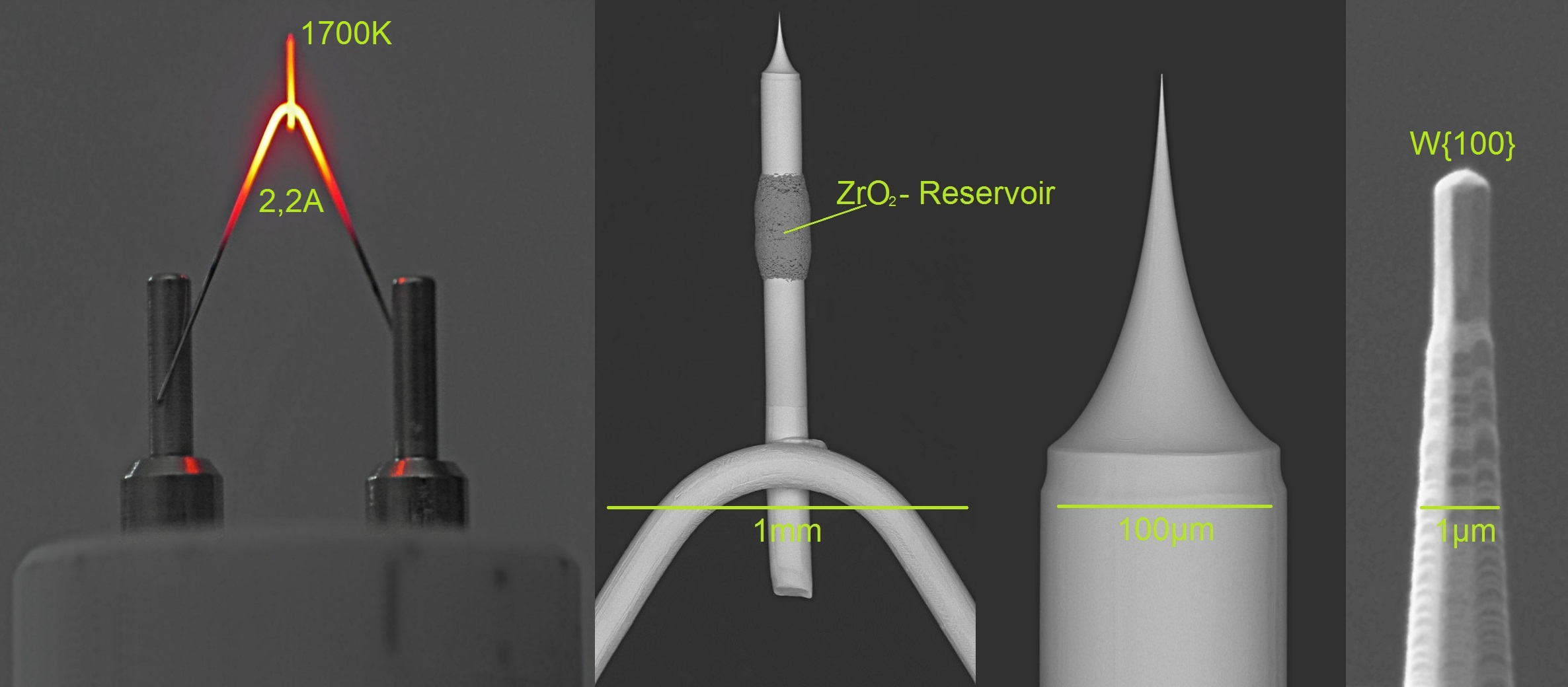
전자현미경의 쇼트키 이미터 전자원

이 수정된 방정식이 적용되는 전계 및 온도 영역에서 발생하는 전자 방출을 종종 쇼트키 방출이라고 부른다. 이 방정식은 약 108 V m−1 미만의 전기장 세기에 대해 비교적 정확하다. 108 V m−1보다 높은 전기장 세기에서는 소위 파울러-노르드하임 (FN) 터널링이 상당한 방출 전류에 기여하기 시작한다. 이 영역에서 전계 강화 열전자 및 전계 방출의 결합 효과는 열전계 (T-F) 방출에 대한 머피-굿 방정식으로 모델링할 수 있다. 더 높은 전계에서는 FN 터널링이 지배적인 전자 방출 메커니즘이 되며, 방출기는 소위 "냉 전계 전자 방출 (CFE)" 영역에서 작동한다.
열전자 방출은 빛과 같은 다른 형태의 여기와의 상호작용에 의해서도 강화될 수 있다. 예를 들어, 열전자 변환기 내의 여기된 세슘 증기는 세슘-리드베리 물질 클러스터를 형성하여 집전체 방출 일함수를 1.5 eV에서 1.0–0.7 eV로 감소시킨다. 리드베리 물질의 긴 수명 특성으로 인해 이 낮은 일함수가 계속 낮게 유지되어 저온 변환기의 효율성을 본질적으로 증가시킨다.